# Haapavesi
Haapavesi è una città finlandese di 6591 abitanti, situata nella regione dell'Ostrobotnia Settentrionale.